# Antiphrisson solex
Antiphrisson solex là một loài ruồi trong họ Asilidae. Antiphrisson solex được Enderlein miêu tả năm 1934. Loài này phân bố ở vùng Cổ Bắc giới.